# ريتشي جان جاكسون
ريتشي جان جاكسون (بالإنجليزية: Richie Jean Jackson)‏ هي كاتِبة أمريكية، ولدت في 30 أغسطس 1932، وتوفيت في 10 نوفمبر 2013.